# Tetuán (métro de Madrid)
Tetuán (en espagnol : estación de Tetuán), est une station de la ligne 1 du métro de Madrid. Elle est située  sous l'intersection des rues Bravo Murillo et Marquis de Viana, dans le district de Tetuán, à Madrid en Espagne.
Elle dessert notamment : le musée Sorolla, le musée Lázaro Galdiano et l'auditorium national de musique de Madrid.

## Situation sur le réseau

Plan du réseau.

Établie en souterrain, Tetuán est une station de passage de la ligne 1 du métro de Madrid. Elle est située entre la station Valdeacederas, en direction du terminus Pinar de Chamartín, et la station Estrecho, en direction du terminus Valdecarros.
Elle dispose des deux voies de la ligne encadrées par deux quais latéraux.

## Histoire
La station Tetuán est mise en service le 6 mars 1929, lors de l'ouverture d'une extension de la ligne 1 au nord de Cuatro Caminos. Elle est alors la première station située au-delà des limites de la ville de Madrid, sur le territoire de Chamartín de la Rosa, qui sera annexée en 1948.
La station demeure le terminus nord de la ligne jusqu'au 4 février 1961, quand un nouveau prolongement est ouvert plus au nord jusqu'à la station Plaza de Castilla.

## Services aux voyageurs

### Accès et accueil
La station possède deux accès, au 269 rue Bravo Murillo et au 2, rue Général Margallo, ils sont uniquement équipés d'escaliers fixes, la station n'est pas accessible aux personnes à la mobilité réduite. Située en zone tarifaire A, la station est ouverte tous les jours de 06h00 à 01h30.

### Desserte
Tetuán est desservie par les rames de la ligne 1 du métro de Madrid.

Installations et desserte
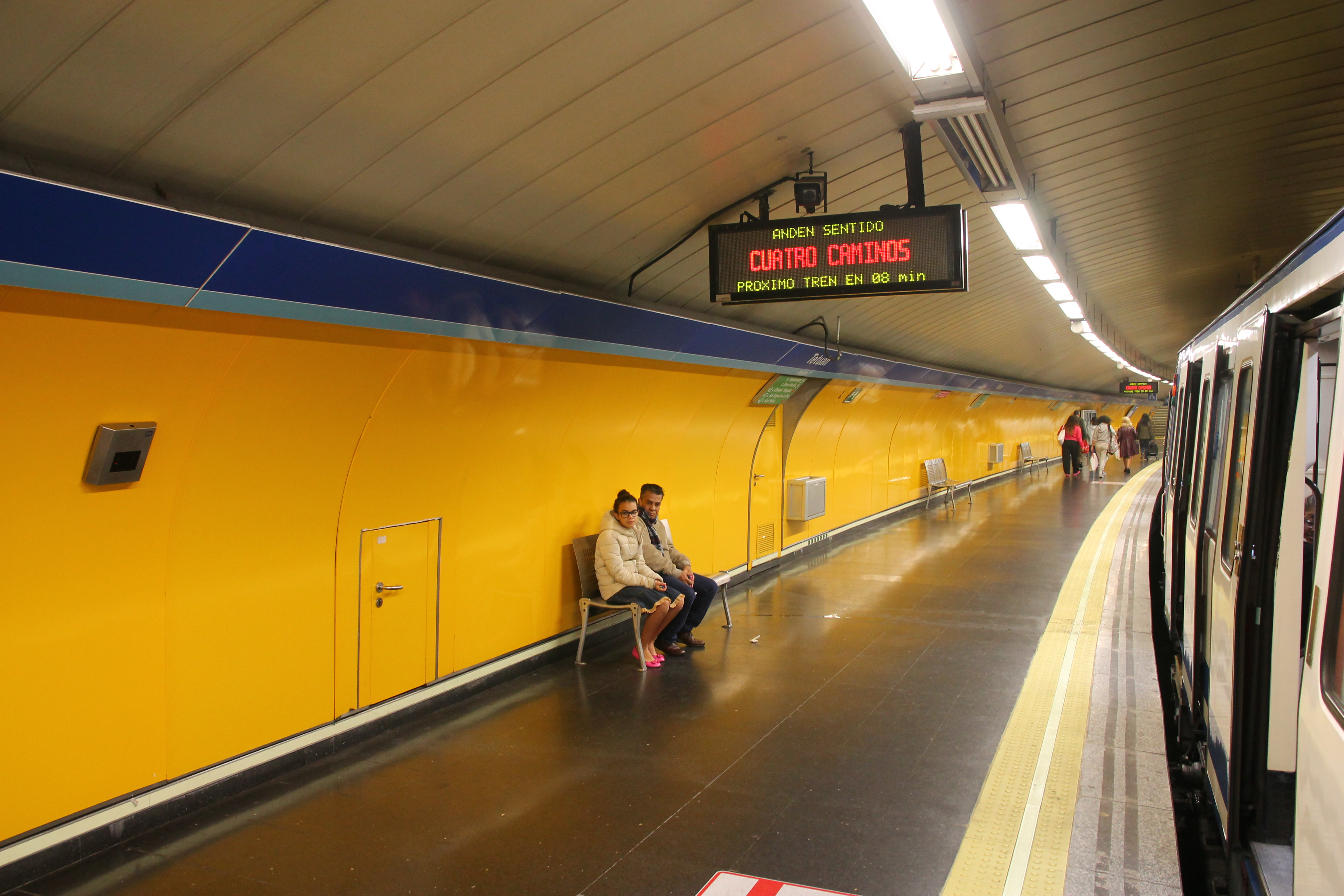
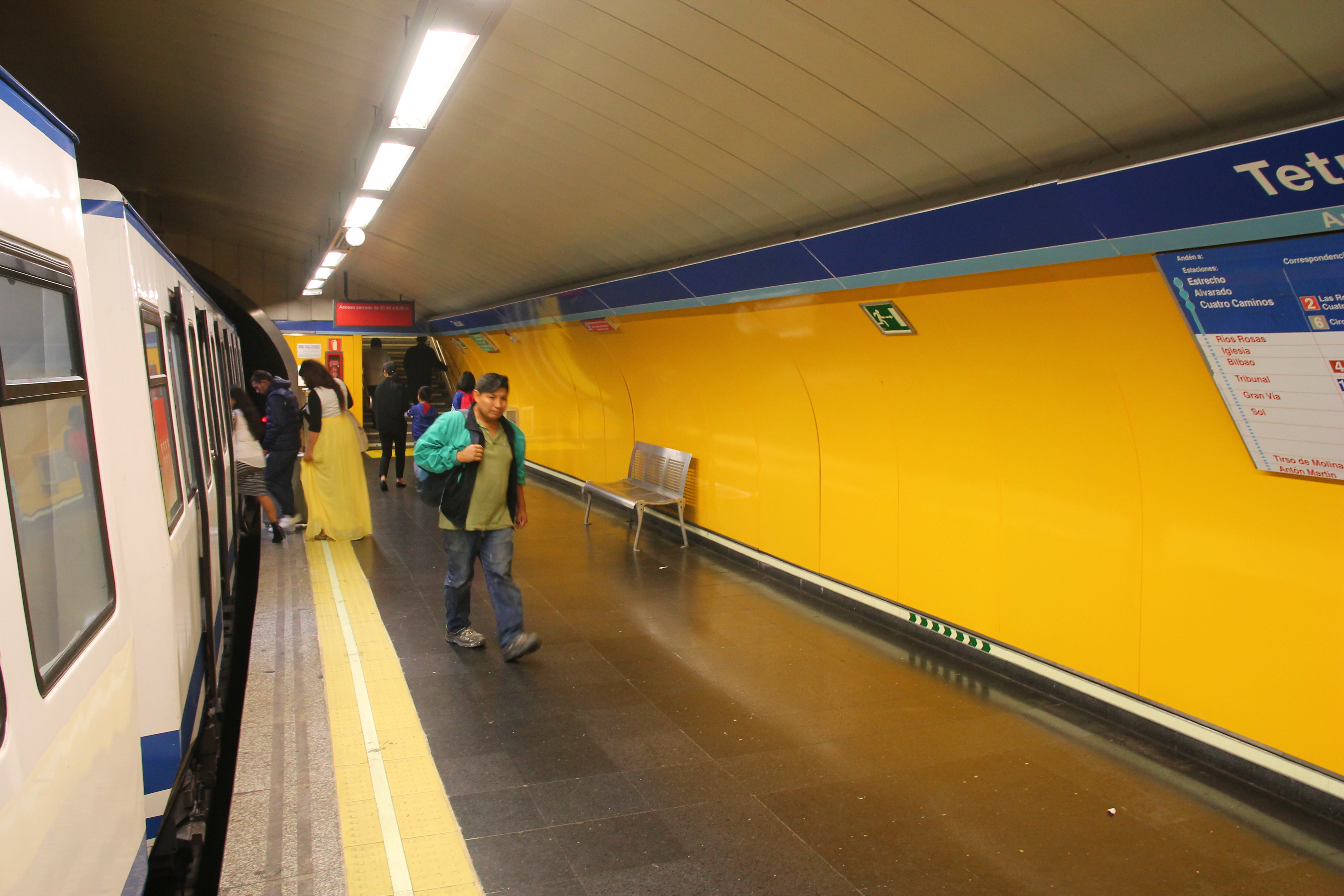

### Intermodalité
À proximité des arrêts de bus EMT sont desservis par les lignes : diurnes 11, 66, 124 et nocturne N23.

## À proximité
- Musée Sorolla
- Musée Lázaro Galdiano
- Auditorium national de musique de Madrid